# Ernesto Durán Cordovez
Ernesto Durán Cordovéz (Neiva, 19 de abril de 1916 - ) fue un periodista, empresario de medios de comunicación, y político colombiano, miembro del Partido Liberal Colombiano.
Durán fue un destacado periodista de su región, siendo el fundador de la emisoria Radio Huila, y trabajando para Diario del Huila, ambos medios de comunicación importantes en su departamento. 
Fue alcalde de Neiva entre 1947 y 1948, durante la violencia política bipartidista.
Junto a su esposa, la folclorista Inés García Borrero, y su primo Jorge Villamil Cordovéz, fue clave en la popularización del sanjuanero y las tradiciones huilenses al interior del país.

## Familia
Ernesto Durán Cordovéz, era miembro de varios círculos aristocráticos de Neiva, Popayán y Bogotá.  Sus padres eran Sergio Durán Ávila y Luz María Cordovéz Pizarro.
Su padre era sobrino nieto del militar Liborio Durán Borrero, con lo que era también era primo segundo de los médicos Rafael y Carlos Ucrós Durán. Carlos, junto con la activista Clotilde García Borrero, eran a su vez padres del político liberal Jaime Ucrós García.
Su madre era sobrina nieta del escritor José María Cordovéz Moure, sobrino a su vez del político chileno Gregorio Cordovéz y primo segundo del político y exministro Carlos Uribe Cordovéz. La línea familiar de Cordovéz se puede rastrear hasta el rey castellano Alfonso X el Sabio, a través de Francisco José de Caldas, y con el expresidente Tomás Cipriano de Mosquera, a través de un pariente lejano como Saturnino Vergara Moure.
Así mismo por su madre Ernesto era primo del compositor y médico Jorge Villamil Cordovéz. Villamil estaba casado con Olga Lucía Ospina; hija del militar, exministro y comandante de la Fuerza Aeroespacial Colombiana, Mariano Ospina Navia; hermano del conservacionista Francisco Ospina, nieto del político Pastor Ospina Rodríguez, y sobrino nieto del expresidente Mariano Ospina Rodríguez.

### Matrimonio y descendencia
Ernesto contrajo nupcias en 1950 con su parienta, la folclorista Inés García Salas, hija del escritor Joaquín García Borrero, y sobrina de Clotilde García, por lo que era prima de Jaime Ucrós. Su tío abuelo era el pintor Ricardo Borrero Álvarez, sobrino a su vez del excongresista Francisco Eustaquio Álvarez; y tío abuelo de Elisa Borrero Perdomo, madre del expresidente Misael Pastrana Borrero.
Con Inés, Ernesto tuvo a sus hijos María Fernanda, María del Pilar, y Ernesto Jimeno Durán García.